# Limitierte Cent
Die Limitierte Cent war eine Rechtsinstitution des Mittelalters und der frühen Neuzeit, durch deren Etablierung örtliche Ausnahmeregelungen für die Ausübung der Hochgerichtsbarkeit geschaffen wurden.

## Definition
Bis zum Ende des 15. Jahrhunderts hatte die Ausübung der Hochgerichtsbarkeit im Heiligen Römischen Reich (HRR) ausschließlich den Hochgerichtsämtern zugestanden und bildete damit für die geistlichen und weltlichen Territorialherrn die wichtigste Rechtsgrundlage ihrer Landesherrschaft. In den Zuständigkeitsbereich der Hochgerichtsämter fielen dabei die Strafverfolgung ebenso, wie auch die Strafgerichtsbarkeit. Wie im HRR auch in anderen Rechtsbereichen üblich, nahmen sie daher sowohl exekutive, als auch judikative Aufgaben wahr. Bei den von diesen Ämtern administrierten Hochgerichtsbezirken handelte es sich dabei um geschlossene Gebietseinheiten, deren Grenzen fest umrissen waren.
Zu Beginn des 16. Jahrhunderts setzte dann aber ein großer Umschichtungsprozess im Rechtssystem des HRR ein, der zu einer Erosion der Machtkompetenzen der Hochgerichtsämter führte. Dazu gehörte unter anderem die Einengung der Hochgerichtsbarkeit auf die als die vier oder fünf „hohen Rügen“ (Mord und Totschlag, schwere blutige Körperverletzung, Diebstahl, Notzucht und nächtliche Brandstiftung) bezeichneten Gewaltverbrechen, während alle anderen Straftaten nunmehr in den Bereich der Vogteilichen Gerichtsbarkeit fielen.
Über die damit erfolgten Kompetenzbeschneidungen hinaus mussten die Hochgerichtsämter im Laufe des 16. und 17. Jahrhunderts dann noch weitere Beschneidungen ihrer Machtbefugnisse hinnehmen. Denn mit der Schaffung des Rechtskonstrukts der Limitierten Cent wurden in einigen Dorfmarkungen innerhalb der Hochgerichtsbezirke Sonderregelungen geschaffen, durch die den Hochgerichtsämtern weitere Teile ihrer Kompetenzen entzogen wurde. Die bis dahin ausschließlich den Cent- und Fraischämtern innerhalb der Hochgerichtsbezirke zustehende Strafverfolgung wurde in den einer Limitierten Cent unterworfenen Dorfmarkungen stattdessen an die Inhaber der Dorf- und Gemeindeherrschaft übertragen. Diese erhielten damit das Recht des ersten Zugriffs auf den gesuchten Straftäter und konnten diesen ohne Hinzuziehung des zuständigen Hochgerichtsamtes verhören. Erst dann, wenn sich dadurch die Zuständigkeit dieser Gerichtsbehörde herausstellte, war der ergriffene Delinquent an Bevollmächtigte des Hochgerichtsamtes zu übergeben. Diese Übergabe erfolgte an einer festgelegten Stelle der Dorfmarkungsgrenze, dem sogenannten „Fraischstein“. Die Limitierte Cent wurde auch als „Centfreiheitsmandat“, „Befreiung vom Centeinfall“ oder „Zugeständnis des ersten Zugriffs“ bezeichnet.